# Arroyohondo
Arroyohondo est une municipalité située dans le département de Bolívar, en Colombie. La ville se trouve dans la zone de développement du Canal del Dique.

## Géographie
Arroyohondo est délimitée par la municipalité de Calamar au nord, à l'est et au sud, ainsi que par celle de Mahates au sud et à l'ouest.
La zone de développement du Canal del Dique intègre Arroyohondo, l'une des villes se trouvant sur les rives de ce canal.